# ۱۵۴۹ (میلادی)
۱۵۴۹ (میلادی) هزار و پانصد و چهل و نهمین سال تقویم میلادی است.

## رویدادها
- بنیان‌گذاری شهر سالوادور، در باهیا، شرق برزیل.

## زادگان
- ۵ نوامبر – فیلیپ دو مورنه، نویسنده و الهی‌دان فرانسوی (د. ۱۶۲۳)

## درگذشتگان
- ۱۰ نوامبر – پل سوم، کشیش فرانسوی (ز. ۱۴۶۸)